# Pusti nek' traje: Kolekcija vol. 1
Pusti nek' traje: Kolekcija vol. 1 je drugi album grupe Parni valjak.

## Popis pjesama
1. Jesen u meni (1987., s albuma Anđeli se dosađuju?)
2. Kada me dotakne (1987., s albuma Anđeli se dosađuju?)
3. Samo san (1990., s albuma Lovci snova)
4. Sjaj u očima (1988., s albuma Sjaj u očima)
5. Prokleta nedjelja (1988., s albuma Sjaj u očima)
6. Zagreb ima isti pozivni (1987., s albuma Anđeli se dosađuju?)
7. Gledam je dok spava (1985., s albuma Pokreni se!)
8. Pusti nek' traje (1984., s albuma Uhvati ritam)
9. Godine prolaze (1990., s albuma Lovci snova)
10. Suzama se vatre ne gase (1990., s albuma Lovci snova)
11. Anja (1987., s albuma Anđeli se dosađuju?)
12. Moja je pjesma lagana (1988., s albuma Sjaj u očima)
13. Pariz (1990., s albuma Lovci snova)